# Bernardin de Saint-François
Bernardin de Saint-François, né en 1529 au château de Ronceray à Marigné et mort le 14 juillet 1582 au prieuré de Bersay à Saint-Mars-d'Outillé, est un évêque français  du XVIe siècle. Les armoiries de Bernardin de Saint-François sont d'azur au sautoir d'argent, à la bordure de gueules.

## Biographie
Bernardin de Saint-François nait au château de Ronceray, à Marigné, en 1529.
Il devient doyen de la cathédrale du Mans, prieur de Bersay, et de l'ordre de Grandmont et abbé commendataire de l'abbaye de Fontaine-Daniel. Il est pourvu d'une charge de conseiller au parlement de Paris  et de maître des requêtes. Le pape Grégoire XIII n'ayant pas voulu accorder des bulles de translation à Renaud de Beaune, évêque de Mende, que Charles IX avait nommé à l'évêché de Bayeux, ce prince donne ce siège épiscopal à Bernardin de Saint-François.
Il résigne sa charge d'abbé de Fontaine-Daniel, vers 1570, en se choisissant pour successeur Jean de Morderet, écuyer, sur l'indication, semble-t-il, de Louis Garnier, religieux de Saint-Maur, son ami et son procureur. 
Par un arrêt du parlement de Rouen de 1576, il lui est accordé le droit de déport, en vertu duquel il lui est permis de percevoir les fruits de la première année dans l'église de Saint-Ouen de Périers, et, la même année il institue pour pénitencier de son église Marc Guérin de la Bigne, docteur en Sorbonne. En 1580 Bernardin achète  pour y établir un collége, une maison dans la rue aux Coqs.
Ce prélat, un grand savant, écrit aussi bien en grec qu'en latin et en français. On a de lui plusieurs petits poèmes qui sont restés manuscrits.